# 七福醸造
七福醸造株式会社（ひちふくじょうぞう）は、愛知県安城市に本社機能、碧南市に生産および醸造工場を置く、白醤油・白だしを製造する醸造メーカーである。

## 概要
1950年（昭和25年）に創業し、白だしを販売している醸造メーカーである。
業務用の白醤油・白だし、一般用の手軽に使用できる白だしを製造している。
1978年（昭和53年）に白だしを発売した
2001年（平成13年） 有機JAS認定工場を碧南工場で取得し、2002年（平成14年）10月 「有機JAS白醤油」を日本で初めて発売している。有機自然白醤油は、保存が利きにくいことから一般販売には不向きであり、業務用に限り販売している。
毎週月曜日は、午前8時から1時間ほどのあいだ、全社員の参加による混声合唱の練習がおこなわれている。